# Johnstown (hrabstwo Rock)
Johnstown – miasto w Stanach Zjednoczonych, w stanie Wisconsin, w hrabstwie Rock.